# Кемерър
Кемерър (на английски: Kemmerer) е град в окръг Линкълн, щата Уайоминг, САЩ. Кемерър е с население от 2651 жители (2000) и обща площ от 19,1 km². Намира се на 2118 m надморска височина. ЗИП кодът му е 83101, а телефонният му код е 307.